# Leonor Watling
Leonor Elizabeth Ceballos Watling (Madrid, 28 de julio de 1975), más conocida como Leonor Watling, es una actriz y cantante española.

## Biografía

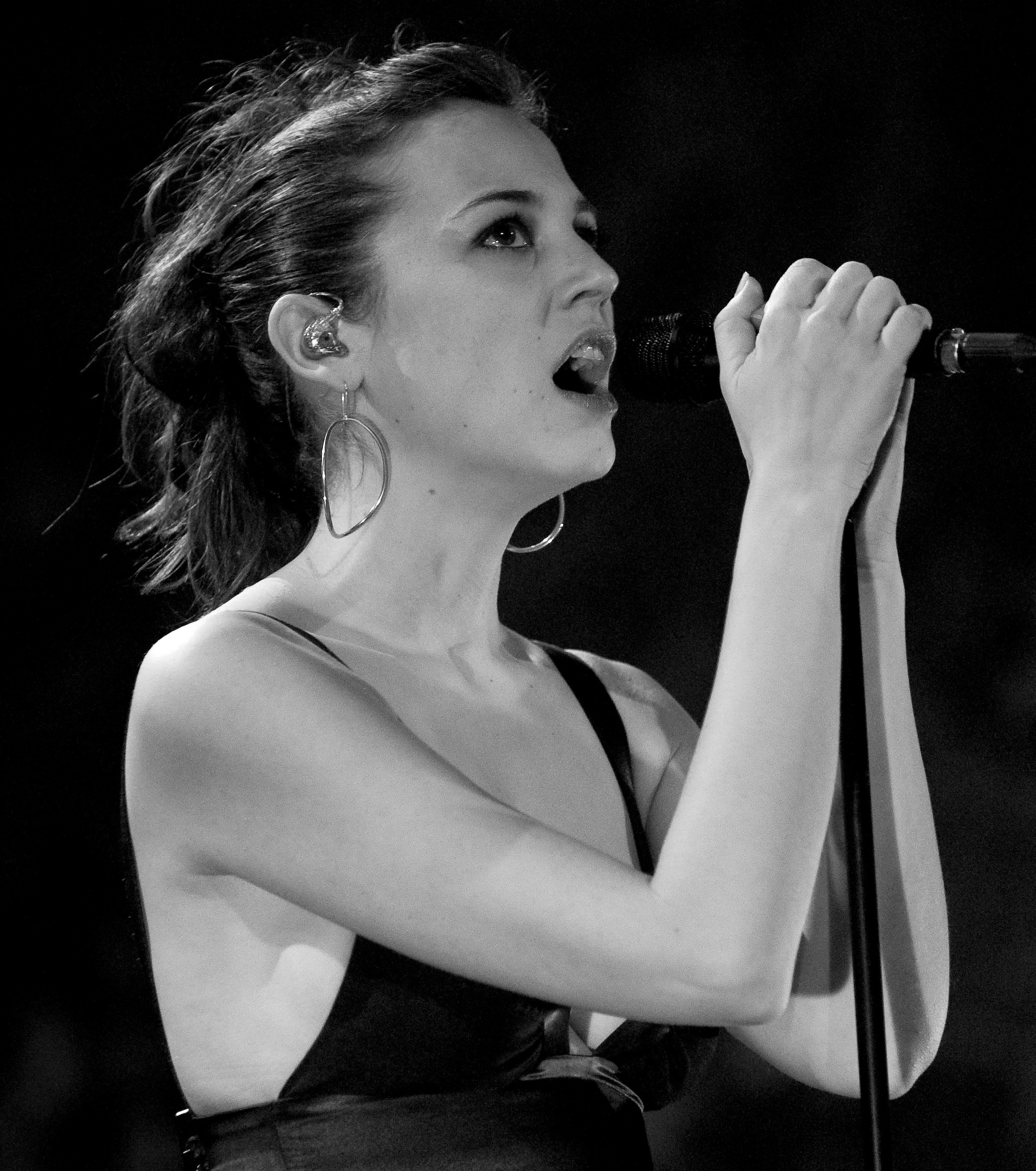
Leonor Watling durante un concierto con Marlango

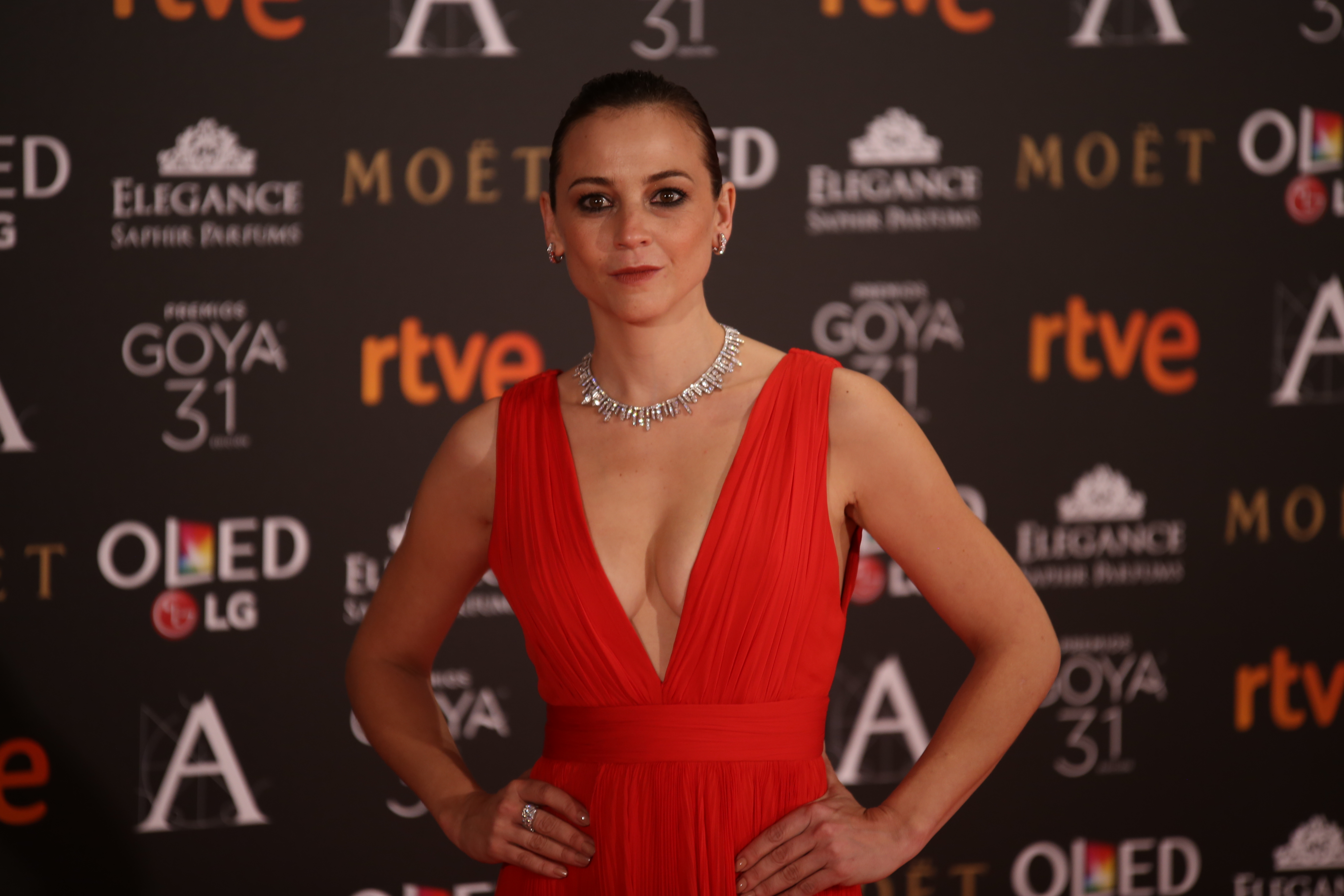
Leonor Watling en los Premios Goya 2017

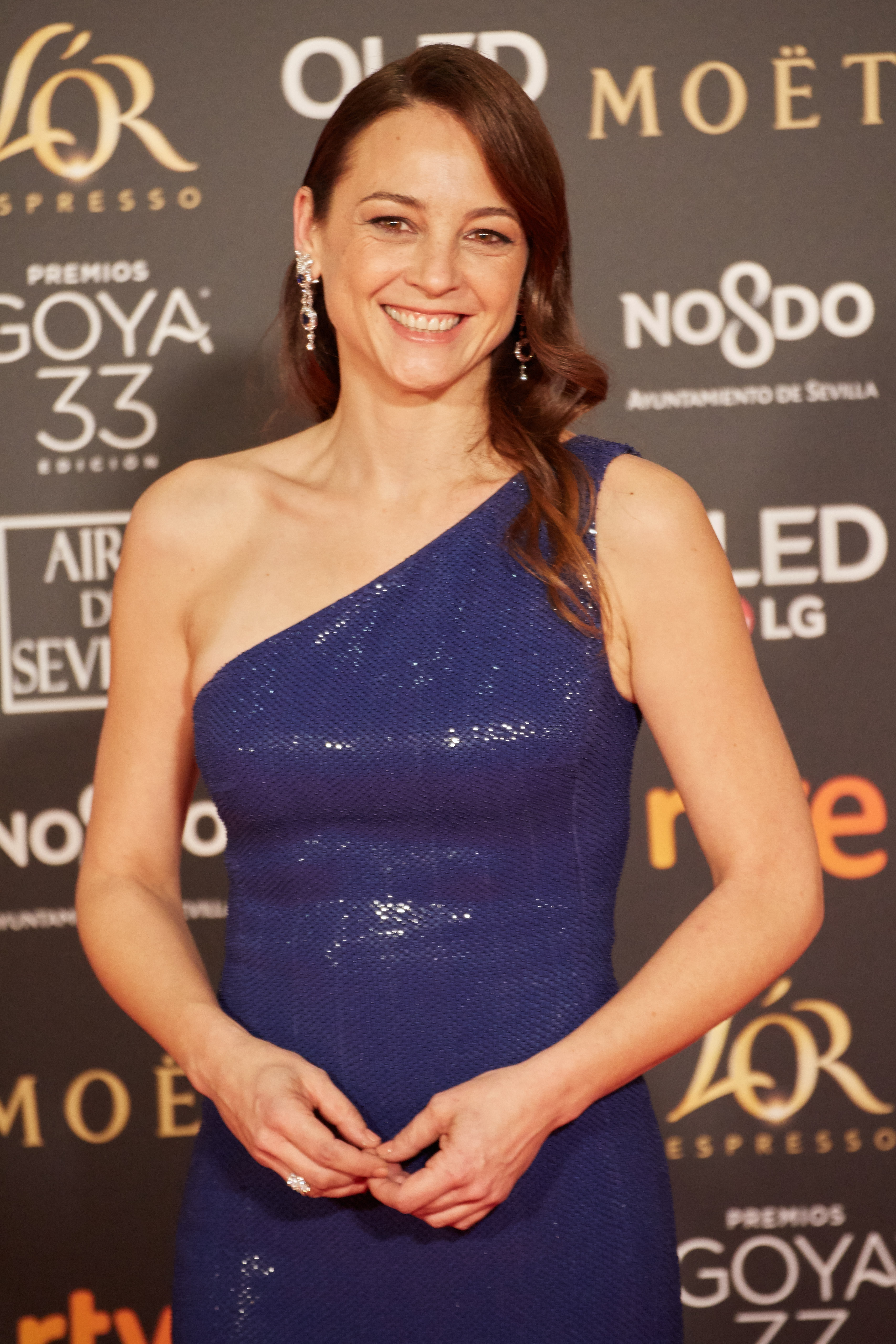
Leonor Watling en los Premios Goya 2019

Leonor Ceballos Watling nació en Madrid el 28 de julio de 1975. Es hija de madre británica y padre español (originario de la provincia de Cádiz). A los ocho años comenzó sus estudios de baile clásico, pero debido a una lesión de rodilla se vio obligada a abandonarlos.
Como actriz, hizo sus primeros pinitos en el teatro amateur en diversos centros culturales. En 1993 debutó en el cine con Jardines colgantes, de Pablo Llorca. Posteriormente, se trasladó a Londres para estudiar en el Actor's Center, siendo el inglés también su lengua materna. Tras intervenir en series televisivas como Hermanos de leche, Farmacia de guardia o Querido maestro, Leonor se afianzó en el cine en la segunda mitad de los años 90, especialmente tras ser candidata al Goya a mejor actriz protagonista por La hora de los valientes (1998), de Antonio Mercero, un premio que finalmente ganó Penélope Cruz. Luego protagonizó junto a Cayetana Guillén Cuervo la serie Raquel busca su sitio y la película Son de mar (2001), de Bigas Luna, donde la actriz se muestra en topless por primera vez. En 2002 estrenó la comedia A mi madre le gustan las mujeres, de Daniela Fejerman e Inés París, con cuyo papel de Elvira, una neurótica y desequilibrada mujer a la que su madre (Rosa María Sardà) le anuncia que se va a casar con una mujer, repitió nominación al Goya como protagonista. Tampoco se lo llevó en esta ocasión (fue para Mercedes Sampietro), pero sí consiguió el Fotogramas de Plata. Ese mismo año llegaría Pedro Almodóvar con Hable con ella, película que le dio un gran prestigio y en la que interpretaba a una bailarina en estado de coma, un papel con muy pocos diálogos.
En 2003 intervino en dos películas como actriz de reparto, Mi vida sin mí, de Isabel Coixet y En la ciudad, de Cesc Gay, además de la comedia francesa Mauvais esprit, de Patrick Alessandrin. Después ha protagonizado Inconscientes (2004), de Joaquín Oristrell, Crónicas (2004), una coproducción entre México y Ecuador dirigida por Sebastián Cordero, Malas temporadas (2005), de Manuel Martínez Cuenca y Tirante el Blanco (2006), de Vicente Aranda. Como secundaria ha participado en Salvador (2006), de Manuel Huerga, una película muy dura sobre el último ajusticiado a garrote vil durante la dictadura franquista y Teresa, el cuerpo de Cristo (2007), de Ray Loriga.
En 2007 se estrenan Belle du Seigneur, de Glenio Bonder, Los crímenes de Oxford, de Álex de la Iglesia y Lezione 21, de Alessandro Baricco. En ninguna de ellas Leonor es la protagonista y es que recientemente ha declarado que le «ofrecen mejores papeles secundarios que protagonistas».
Posteriormente, ha aparecido en Pulsaciones, estrenada en enero de 2017 en Antena 3 y ese mismo año en la película Musa de Jaume Balagueró. En 2018, aparece en Vivir sin permiso, en Telecinco.
Paralelamente a su carrera cinematográfica, Watling ha triunfado como cantante y letrista del grupo Marlango, junto a Alejandro Pelayo y Óscar Ybarra (quien abandona el grupo después del quinto disco), con los que ha editado siete discos: Marlango (2004), Automatic imperfection (2005), The electrical morning (2007), Life in the Treehouse (2010), Un día extraordinario (2012), El porvenir (2014) y Technicolor (2018).
El 13 de noviembre de 2024, se anuncia que presentará la Gala de los Premios Goya 2025, el 8 de febrero de 2025, en Granada, con Maribel Verdú. 
Su actual pareja es el cantautor uruguayo Jorge Drexler, con quien tiene dos hijos: Luca, nacido a comienzos de 2009, y Leah, nacida en julio de 2011.

## Filmografía

### Cine
| Año  | Título                                               | Personaje                  | Dirección                                               |
| ---- | ---------------------------------------------------- | -------------------------- | ------------------------------------------------------- |
| 1993 | Jardines colgantes                                   | Greta                      | Pablo Llorca                                            |
| 1997 | Todas hieren                                         | Beatriz                    | Pablo Llorca                                            |
| 1997 | Sueños de sal (cortometraje)                         | Elena                      | Gloria Núñez                                            |
| 1997 | Un solo de cello (cortometraje)                      |                            | Daniel Cebrián                                          |
| 1998 | El nacimiento de un imperio (cortometraje)           | Dependienta                | José Mª Borrell                                         |
| 1998 | La hora de los valientes                             | Carmen                     | Antonio Mercero                                         |
| 1998 | La primera noche de mi vida                          | Paloma                     | Miguel Albaladejo                                       |
| 1998 | Grandes ocasiones                                    | Bárbara                    | Felipe Vega                                             |
| 1999 | La justicia de los forajidos                         | Claire                     | Bill Corcoran                                           |
| 1999 | No respires, el amor está en el aire                 | Muriel                     | Joan Potau                                              |
| 2000 | El figurante (cortometraje)                          | Colette / Elvira           | Rómulo Aguillaume                                       |
| 2000 | Llombai (cortometraje)                               | Lola                       | Verónica Cerdán Molina                                  |
| 2000 | La espalda de Dios                                   | Prostituta                 | Pablo Llorca                                            |
| 2001 | Son de mar                                           | Martina                    | Bigas Luna                                              |
| 2002 | Mi vida sin mí                                       | Ann, la vecina             | Isabel Coixet                                           |
| 2002 | Deseo                                                | Elvira                     | Gerardo Vera                                            |
| 2002 | Hable con ella                                       | Alicia                     | Pedro Almodóvar                                         |
| 2002 | A mi madre le gustan las mujeres                     | Elvira                     | Daniela Fejerman y Inés París                           |
| 2003 | Mala leche                                           | Carmen                     | Patrick Alessandrin                                     |
| 2003 | El elefante del rey (cortometraje)                   | María Ceballos             | Víctor García León                                      |
| 2003 | En la ciudad                                         | Cristina                   | Cesc Gay                                                |
| 2004 | Inconscientes                                        | Alma                       | Joaquín Oristrell                                       |
| 2004 | Crónicas                                             | Marisa Iturralde           | Sebastián Cordero                                       |
| 2004 | La mala educación                                    | Mónica                     | Pedro Almodóvar                                         |
| 2005 | Tirante el Blanco                                    | Placer de mi vida          | Vicente Aranda                                          |
| 2005 | Malas temporadas                                     | Laura                      | Manuel Martín Cuenca                                    |
| 2005 | La vida secreta de las palabras                      | Amiga de la mujer de Josef | Isabel Coixet                                           |
| 2005 | La increíble pero cierta historia de Caperucita Roja | Caperucita Roja (voz)      | Cory Edwards, Tony Leech, y Todd Edwards                |
| 2006 | Salvador (Puig Antich)                               | Cuca                       | Manuel Huerga                                           |
| 2006 | Paris, je t'aime!                                    | La señora                  | Isabel Coixet                                           |
| 2006 | Películas para no dormir: La habitación del niño     | Sonia                      | Álex de la Iglesia                                      |
| 2007 | Teresa: el cuerpo de Cristo                          | Doña Guiomar de Ulloa      | Ray Loriga                                              |
| 2008 | Los crímenes de Oxford                               | Lorna                      | Álex de la Iglesia                                      |
| 2008 | Lezione 21                                           | Marta                      | Alessandro Baricco                                      |
| 2010 | Viaje mágico a África                                | Fairy                      | Jordi Llompart                                          |
| 2010 | Lope                                                 | Isabel de Urbina           | Andrucha Waddington                                     |
| 2012 | Una pistola en cada mano                             | María                      | Cesc Gay                                                |
| 2012 | Lo mejor de Eva                                      | Eva                        | Mariano Barroso                                         |
| 2012 | If I Were You                                        | Lucy                       | Joan Carr-Wiggin                                        |
| 2012 | Los sueños de Ulma (cortometraje)                    | Eva                        | Rómulo Aguillaume y Leonor Watling                      |
| 2013 | Ruido (cortometraje)                                 | Esposa                     | Diego Postigo                                           |
| 2014 | Mi otro yo                                           | Mrs. Williams              | Isabel Coixet                                           |
| 2014 | Amor en su punto                                     | Bibiana                    | Teresa de Pelegri y Dominic Harari                      |
| 2014 | La cañada de los ingleses (cortometraje)             | Doncella del mar (voz)     | Víctor Matellano                                        |
| 2017 | Musa                                                 | Lidia Garetti              | Jaume Balagueró                                         |
| 2018 | Asesinato en la Universidad                          | Lara                       | Iñaki Peñafiel                                          |
| 2018 | Tócate (cortometraje)                                | Clienta librería           | Eduardo Chapero-Jackson                                 |
| 2019 | Mi hermano Juan (cortometraje)                       | Psiquiatra                 | Cristina Martín Barcelona y María José Martín Barcelona |
| 2022 | No mires a los ojos                                  | Lucía                      | Félix Viscarret                                         |
| 2023 | Chinas                                               | Sol                        | Arantxa Echevarría                                      |
| 2024 | Anatema                                              | Juana                      | Jimina Sabadú                                           |

### Videojuegos
Prince of Persia: El alma del guerrero (2004, en este videojuego puso su voz a la emperatriz Kaileena)
Harry Potter y el prisionero de Azkaban (2020 narradora)

### Televisión
| Año        | Serie                 | Canal                     | Personaje                                | Notas        |
| ---------- | --------------------- | ------------------------- | ---------------------------------------- | ------------ |
| 1992-1993  | Farmacia de guardia   | Antena 3                  | Novia de Quique; Chica en la conferencia | 3 episodios  |
| 1994-1996  | Hermanos de leche     | Antena 3                  | Cris                                     | 18 episodios |
| 1995       | El día que me quieras | La 1                      | Alicia                                   | 1 episodio   |
| 1997-1998  | Querido maestro       | Telecinco                 | Silvia                                   | 15 episodios |
| 1999       | Petra Delicado        | Telecinco                 | Emma                                     | 1 episodio   |
| 2000       | Raquel busca su sitio | La 1                      | Raquel                                   | 25 episodios |
| 2017       | Pulsaciones           | Antena 3                  | Blanca Jiménez                           | 10 episodios |
| 2018; 2020 | Vivir sin permiso     | Telecinco                 | Berta Moliner                            | 7 episodios  |
| 2020-2022  | Nasdrovia             | Movistar+                 | Edurne                                   | 6 episodios  |
| 2021       | La templanza          | Amazon Prime Video        | Soledad Montalvo                         | 10 episodios |
| 2021       | Besos al aire         | Telecinco, Star (Disney+) | Doctora Cabanas                          | 2 episodios  |
| 2022       | No me gusta conducir  | TNT España                | Iria                                     | 5 episodios  |
| 2025       | La vida breve         | Movistar Plus+            | Isabel Farnesio                          | 6 episodios  |

## Discografía
- Marlango (2004)
- Automatic imperfection (2005)
- The Electrical Morning (2007)
- Life in the Treehouse (2010)
- Un día extraordinario (2012)
- El porvenir (2014)
- Technicolor (2018)
- Altafonte Sessions presenta... Marlango (2019)

## Recopilatorios
- Selection (2007)
- Automatic Imperfection / The Electric Morning (2011)

## Colaboraciones musicales
- Miguel Bosé (voz principal en «Este mundo va» del álbum Papito)
- Jorge Drexler (coros en «El otro engranaje» del álbum 12 segundos de oscuridad)
- Diego Vasallo (coros en «La vida mata» del álbum Los abismos cotidianos)
- Fito Páez (dúo en «Pétalo de sal» y «Creo» No sé si es Baires o Madrid)
- Jorge Drexler (segunda voz en «toque de queda» Amar la trama)
- Coque Malla (dueto en "Berlín")
- Enrique Bunbury (Dúo en "Dinero")
- Kanaku y El Tigre (colaboración en «Pulpos» del álbum Quema Quema Quema)
- Rayden (colaboración en "Amalgama" del álbum Antónimo)

## Premios y candidaturas
Premios Goya
| Año  | Categoría                                  | Película                         | Resultado |
| ---- | ------------------------------------------ | -------------------------------- | --------- |
| 1998 | Mejor interpretación femenina protagonista | La hora de los valientes         | Candidata |
| 2002 | Mejor interpretación femenina protagonista | A mi madre le gustan las mujeres | Candidata |

Fotogramas de Plata
| Año  | Categoría            | Película                         | Resultado |
| ---- | -------------------- | -------------------------------- | --------- |
| 2002 | Mejor actriz de cine | A mi madre le gustan las mujeres | Ganadora  |
| 2005 | Mejor actriz de cine | Malas temporadas                 | Candidata |

Unión de Actores
| Año  | Categoría                         | Película                         | Resultado |
| ---- | --------------------------------- | -------------------------------- | --------- |
| 2002 | Mejor actriz protagonista de cine | A mi madre le gustan las mujeres | Candidata |
| 2003 | Mejor actriz de reparto de cine   | Mi vida sin mí                   | Ganadora  |

Círculo de Escritores Cinematográficos
| Año  | Categoría               | Película                         | Resultado |
| ---- | ----------------------- | -------------------------------- | --------- |
| 2002 | Mejor actriz            | A mi madre le gustan las mujeres | Nominada  |
| 2003 | Mejor actriz secundaria | En la ciudad Mi vida sin mí      | Ganadora  |
| 2010 | Mejor actriz            | Lope                             | Nominada  |

Festival de Cine de Cartagena de Indias
| Año  | Categoría    | Película                         | Resultado |
| ---- | ------------ | -------------------------------- | --------- |
| 2002 | Mejor actriz | A mi madre le gustan las mujeres | Ganadora  |

Premios Sant Jordi
| Año  | Categoría             | Película                                                          | Resultado |
| ---- | --------------------- | ----------------------------------------------------------------- | --------- |
| 1998 | Mejor actriz española | La hora de los valientes La primera noche de mi vida Todas hieren | Ganadora  |